# Дубки (Сергиево-Посадский район)
Дубки — деревня в Сергиево-Посадском районе Московской области, в составе муниципального образования Сельское поселение Шеметовское (до 29 ноября 2006 года входил в состав Закубежского сельского округа).

## Население
| 2002 | 2006 | 2010 |
| ---- | ---- | ---- |
| 10   | ↗11  | ↘3   |

## География
Дубки расположены примерно в 43 км (по шоссе) на север от Сергиева Посада, на безымянном ручье бассейна реки Кубжа (левый приток Дубны), высота центра деревни над уровнем моря — 152 м.